# Albatrellaceae
Albatrellaceae là một họ nấm trong bộ Polyporales. Họ nàu gồm 7 chi và 45 loài.

## Miêu tả
Các loài trong họ này tạo ra fruit bodies đây là một đặc trưng hình thái học của nấm này, với mũ và thân.

## Các chi và loài
Albatrellus
- Albatrellus aphyllophorales
- Albatrellus avellaneus
- Albatrellus borneensis
- Albatrellus cantharellus
- Albatrellus citrinus
- Albatrellus cochleariformis
- Albatrellus confluens
- Albatrellus congoensis
- Albatrellus cristatus
- Albatrellus ellisii
- Albatrellus flettii
- Albatrellus ovinus
- Albatrellus peckianus
- Albatrellus pilosus
- Albatrellus skamanius
- Albatrellus subrubescens
- Albatrellus syringae
- Albatrellus tianschanicus
- Albatrellus yasudae

Jahnoporus
- Jahnoporus hirtus

Polyporoletus
- Polyporoletus sublividus

Scutiger
- Scutiger auriscalpium
- Scutiger brasiliensis
- Scutiger caeruleoporus
- Scutiger cryptopus
- Scutiger decurrens
- Scutiger ellisii
- Scutiger holocyaneus
- Scutiger oregonensis
- Scutiger subrubescens
- Scutiger subsquamosus
- Scutiger tuberosus